# حادثة القطارة في كربلاء
حادثة القطارة في كربلاء في يوم السبت 20 أغسطس 2022 حدث إنهيار لتلّه ترابية على مزار قطارة الإمام علي، تسبب الانهيار بتدمير حوالي 30% من مساحة المبنى، الذي تقدر مساحته حوالي 100م². ويمتدّ على مساحة تقدر 1000 متر مربع، ويضم قاعة تنبع من إحدى جدرانها الصخرية مياه.

## الموقع
يقع مبنى القطارة على بعد 28 كم غرب مدينة كربلاء، في وسط الصحراء بالقرب من بحيرة الرزازة، على أرض منخفضة تحيط بها الرمال والصخور، المكان عبارة عن حفرة صغيرة، لا تزيد مساحتها عن متر مربع ويقطر الماء من هذه الصخرة.

## سبب الانهيار
يعود سبب إنهيارها إلى تشبع الساتر الترابي حول المزار بالرطوبة. وايضاً قيام صاحب المشروع بمد أنابيب ماء في أسفل التلال لديمومة خروج المياه وهو ما سبب تفتت تربة المنطقة بفعل نضوح الماء منها.

## فرق الإنقاذ
نجحت فرق الإنقاذ بإنتشال 6 أشخاص من بينهم 3 أطفال، وفقاً مديرية الدفاع المدني في كربلاء.

## الضحايا
عدد الضحايا هو 7 وفيات من بينهم 4 نساء ورجلين وطفل، وفقاً لوزارة الصحة العراقية.

## الإغلاق
أعلن محافظ كربلاء (نصيف الخطابي) عن إغلاق مزار القطارة بالكامل، وفقاً لما قاله في خطابه «موقع الحادثة أغلق بالكامل، لكونه أصبح مصدر خطر على المواطنين».